# 澳大利亚工会理事会
澳大利亚工会理事会（英语：Australian Council of Trade Unions，缩写为ACTU），前身是澳大拉西亚工会理事会，是代表澳大利亚工人的最大的最高机构。它是一个由 46 个附属工会和 8 个行业和劳工委员会组成的全国性工会联合会。澳大利亚工会理事会是国际工会联合会的成员。